# Parlatoria liriopicola
Parlatoria liriopicola är en insektsart som beskrevs av Tang 1984. Parlatoria liriopicola ingår i släktet Parlatoria och familjen pansarsköldlöss. Inga underarter finns listade i Catalogue of Life.